# Greenwich Street

Mapa rozmieszczenia dawnego kompleksu WTC. U góry trzecią ulicą od lewej strony jest Greenwich Street

Greenwich Street – ulica północ-południe w Nowym Jorku na Manhattanie. Zaczyna się na północy od skrzyżowania 9th Avenue (dziewiątej alei) i Gansevoort Street w dzielnicy Meatpacking, rozciągając się na południe do Battery Park w dzielnicy Lower Manhattan. Do zamachu z 11 września 2001 była ona przerwana między ulicami Barclay Street i Liberty Streets, gdzie znajdował się teren kompleksu World Trade Center (WTC). Po wydarzeniu ustalono, że Greenwich Street zostanie przedłużona i przetnie na dwie części dawny teren biurowców WTC, gdzie mają powstać cztery nowe biurowce. Spośród nich najwyższymi mają być Freedom Tower oraz 2 World Trade Center.
Ulica jest czasem mylona z Greenwich Avenue, która również znajduje się w Nowym Jorku.

## Ważniejsze biurowce
- American Stock Exchange
- Deutsche Bank Building
- 1 World Trade Center (WTC1)
- 2 World Trade Center (WTC2)
- 3 World Trade Center (WTC3)
- 4 World Trade Center (WTC4)
- 7 World Trade Center (WTC7)
- 388 Greenwich Street